# Fresnoy (Pas-de-Calais)
Pour les articles homonymes, voir Fresnoy.
Fresnoy est une commune française située dans le département du Pas-de-Calais en région Hauts-de-France. Ses habitants sont appelés les Fresnoisiens.
La commune fait partie de la communauté de communes des 7 Vallées qui regroupe 66 communes et compte 29 425 habitants en 2022.

## Géographie

### Localisation
Localisée dans le sud du département du Pas-de-Calais, Fresnoy est une commune située, à vol d'oiseau, à 5 km à l'est de la commune d'Hesdin-la-Forêt (aire d'attraction) et à 27 km au sud-est de la commune de Montreuil-sur-Mer (chef-lieu d'arrondissement).
Le territoire de la commune est limitrophe de ceux de quatre communes.
Les communes limitrophes sont  Incourt, Rollancourt, Vieil-Hesdin et Willeman.

### Géologie et relief
La superficie de la commune est de 2,4 km2 ; son altitude varie de 65  à   119 m.

### Hydrographie
Le territoire de la commune est situé dans le bassin Artois-Picardie.
La commune est traversée par le Vallière, petit cours d'eau de 1,26 km, qui prend sa source dans la commune et termine sa course au niveau de la commune de Willeman.

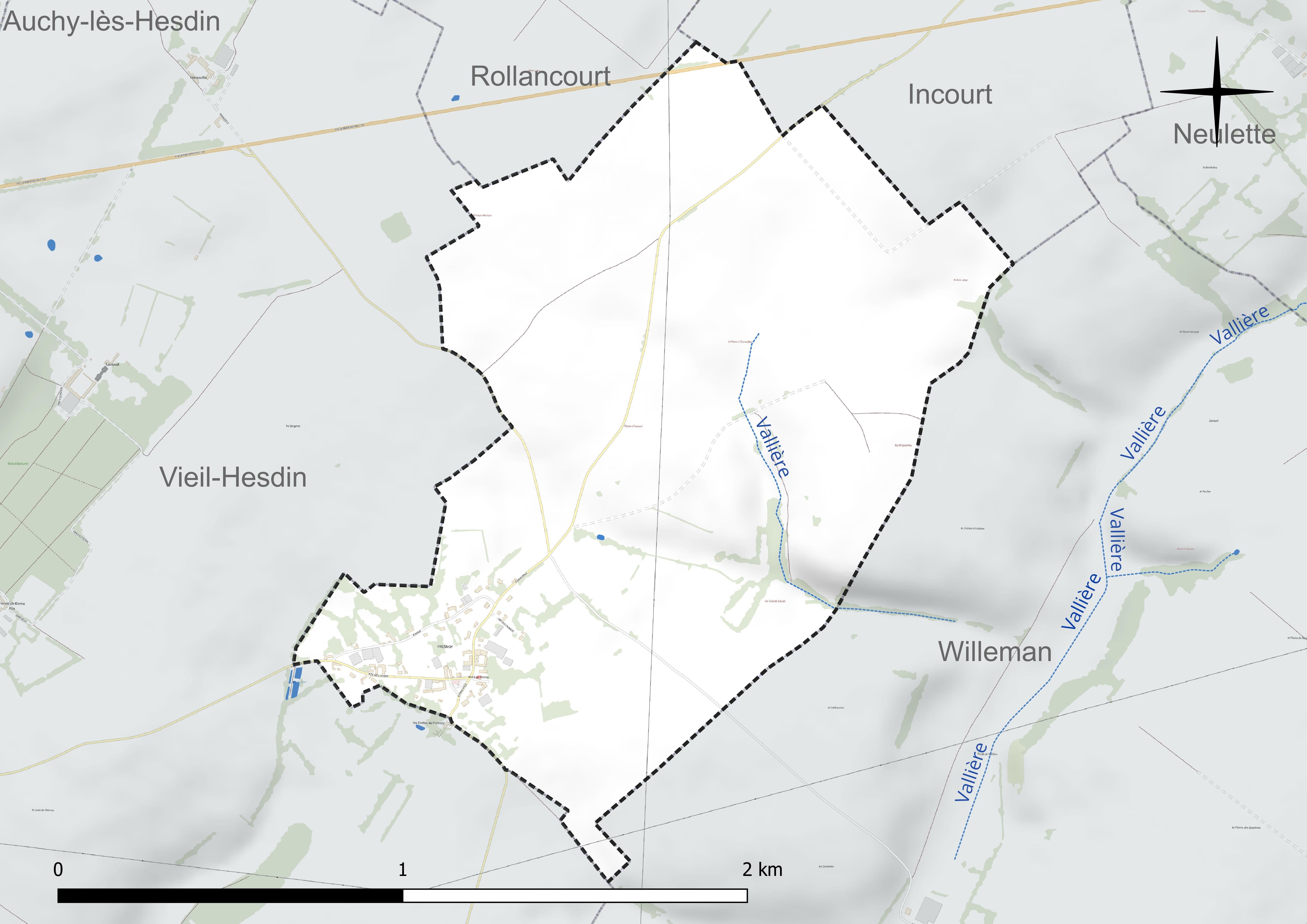
Réseau hydrographique de Fresnoy.

### Climat
Pour des articles plus généraux, voir Climat des Hauts-de-France et Climat du Pas-de-Calais.
En 2010, le climat de la commune est de type climat océanique altéré, selon une étude du CNRS s'appuyant sur une série de données couvrant la période 1971-2000. En 2020, Météo-France publie une typologie des climats de la France métropolitaine dans laquelle la commune est exposée à un climat océanique et est dans la région climatique Côtes de la Manche orientale, caractérisée par un faible ensoleillement (1 550 h/an) ; forte humidité de l’air (plus de 20 h/jour avec humidité relative > 80 % en hiver), vents forts fréquents.
Pour la période 1971-2000, la température annuelle moyenne est de 10,1 °C, avec une amplitude thermique annuelle de 13,5 °C. Le cumul annuel moyen de précipitations est de 894 mm, avec 13,2 jours de précipitations en janvier et 8,9 jours en juillet. Pour la période 1991-2020, la température moyenne annuelle observée sur la station météorologique la plus proche, située sur la commune de Humières à 6 km à vol d'oiseau, est de 10,9 °C et le cumul annuel moyen de précipitations est de 856,9 mm,. Pour l'avenir, les paramètres climatiques de la commune estimés pour 2050 selon différents scénarios d'émission de gaz à effet de serre sont consultables sur un site dédié publié par Météo-France en novembre 2022.

### Paysages
Pour un article plus général, voir Paysage en France.
La commune s'inscrit dans les « paysages du Ternois » tels qu’ils sont définis dans l’atlas de paysages de la région Nord-Pas-de-Calais, conçu par la direction régionale de l'Environnement, de l'Aménagement et du Logement (DREAL),.
Ces paysages, qui concernent 138 communes avec trois pôles d’attraction que sont Hesdin à l'ouest, Saint-Pol-sur-Ternoise à l’est et, dans une moindre mesure, Frévent en lisière sud, sont délimités par deux cours d’eau : la Canche au Sud et la Ternoise au Nord. Ces paysages sont composés de plateaux, de vallées et de bocages. Les plateaux du Ternois montrent une structure tabulaire assez plane et une altitude assez régulière avec des points culminants entre 150  à   160 m.
Le territoire d’une vingtaine de kilomètres du Nord au Sud et d’Est en Ouest, est traversé par la D 939 reliant Saint-Pol-sur-Ternoise à Hesdin, par la D 912 entre Saint-Pol-sur-Ternoise et Frévent et par la ligne ferroviaire de Saint-Pol-sur-Ternoise à Étaples dans la vallée de la Canche. La position excentrée, en l’absence de grands axes autoroutiers ou ferrés structurants, a permis au Ternois de conserver un caractère rural et une certaine qualité de paysage.
Au niveau de l’occupation des sols, les surfaces cultivées sont omniprésentes sur les plateaux, avec majoritairement la culture de la betterave et de la pomme de terre, et représentent près de 72 % de la surface totale de ces paysages du Ternois, les espaces artificialisés, cantonnés dans les fonds de vallée, représentent 13 % et les surfaces boisées, présentes dans les deux principales vallées de la Ternoise et de la Canche, ne représentent que 6 %.

### Milieux naturels et biodiversité

#### Espèces faunistiques et floristiques
Le site de l’Inventaire national du patrimoine naturel (INPN) recense 107 espèces faunistiques et floristiques sur le territoire de la commune dont 1 protégée et 1 menacée.

## Urbanisme

### Typologie
Au 1er janvier 2024, Fresnoy est catégorisée commune rurale à habitat dispersé, selon la nouvelle grille communale de densité à sept niveaux définie par l'Insee en 2022.
Elle est située hors unité urbaine. Par ailleurs la commune fait partie de l'aire d'attraction d'Hesdin, dont elle est une commune de la couronne,. Cette aire, qui regroupe 28 communes, est catégorisée dans les aires de moins de 50 000 habitants,.

### Occupation des sols
L'occupation des sols de la commune, telle qu'elle ressort de la base de données européenne d’occupation biophysique des sols Corine Land Cover (CLC), est marquée par l'importance des territoires agricoles (100 % en 2018), une proportion identique à celle de 1990 (100 %). La répartition détaillée en 2018 est la suivante : 
terres arables (71,5 %), prairies (20,1 %), zones agricoles hétérogènes (8,4 %). L'évolution de l’occupation des sols de la commune et de ses infrastructures peut être observée sur les différentes représentations cartographiques du territoire : la carte de Cassini (XVIIIe siècle), la carte d'état-major (1820-1866) et les cartes ou photos aériennes de l'IGN pour la période actuelle (1950 à aujourd'hui).

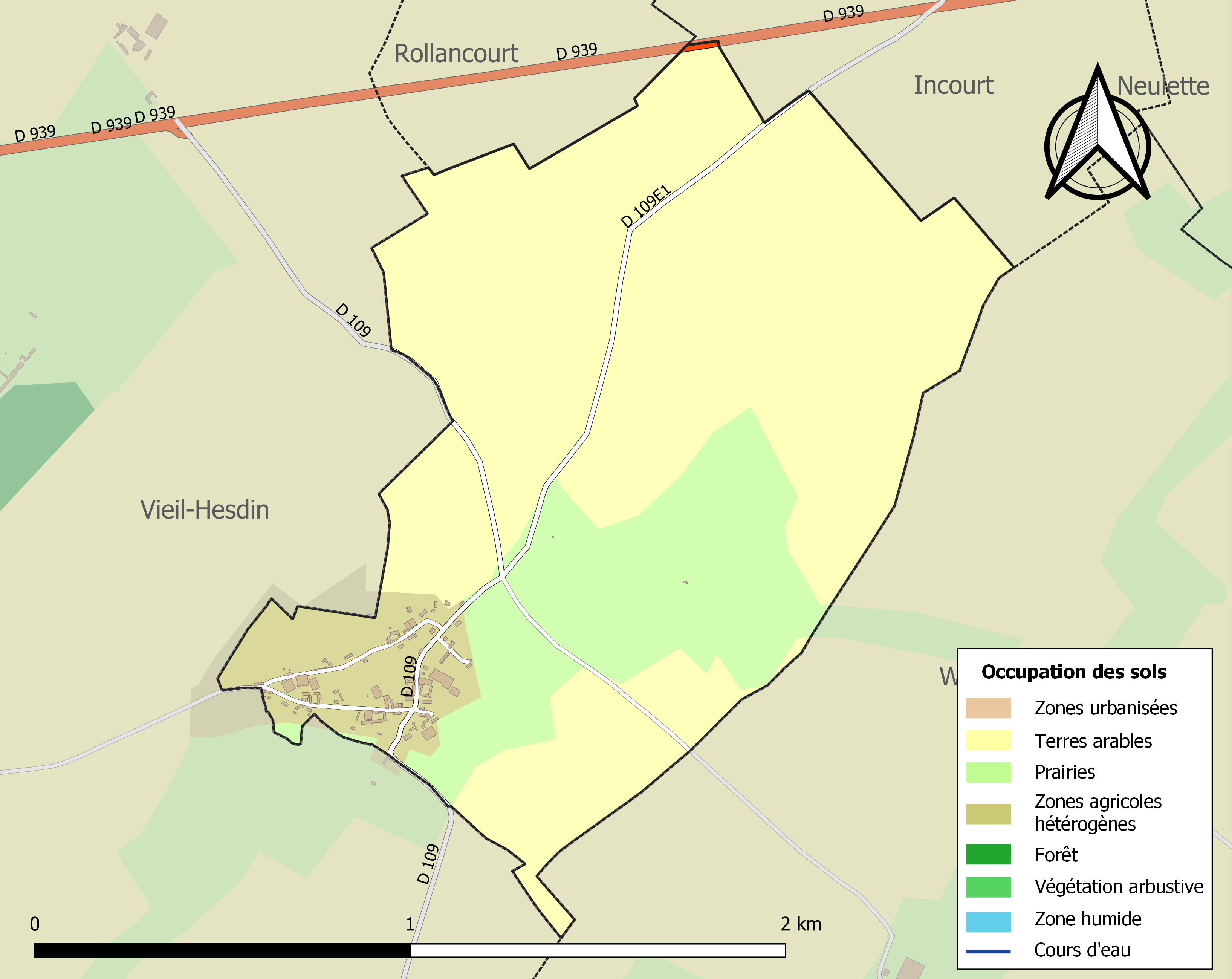
Carte des infrastructures et de l'occupation des sols de la commune en 2018 (CLC).

### Voies de communication et transports

#### Voies de communication
La commune est desservie par la route départementale D 109 et est limitrophe de la D 939 qui relie Le Touquet-Paris-Plage et Arras.

#### Transport ferroviaire
La commune se trouve à 9 km à l'est de la gare d'Hesdin, située sur la ligne de Saint-Pol-sur-Ternoise à Étaples, desservie par des trains TER Hauts-de-France.

## Toponymie
Le nom de la localité est attesté sous les formes Fraisnoith et Fraisnoit au XIIe siècle ; Fraisnoi en 1207 ; Fraxinetum en 1218 ; Frainsnoi en 1275 ; Le Fresnoy en 1298 ; Fresnoy en 1331 ; Frensnoy en 1343 ; Frénoy en 1759; Le Frenoy en 1793 ; Frenoy Fresnoy depuis 1801.
Fresnoy est issu de l'ancien français fresne, frêne, frênaie, désigne donc un lieu où poussent ces arbres, fraxinus en latin.

## Histoire

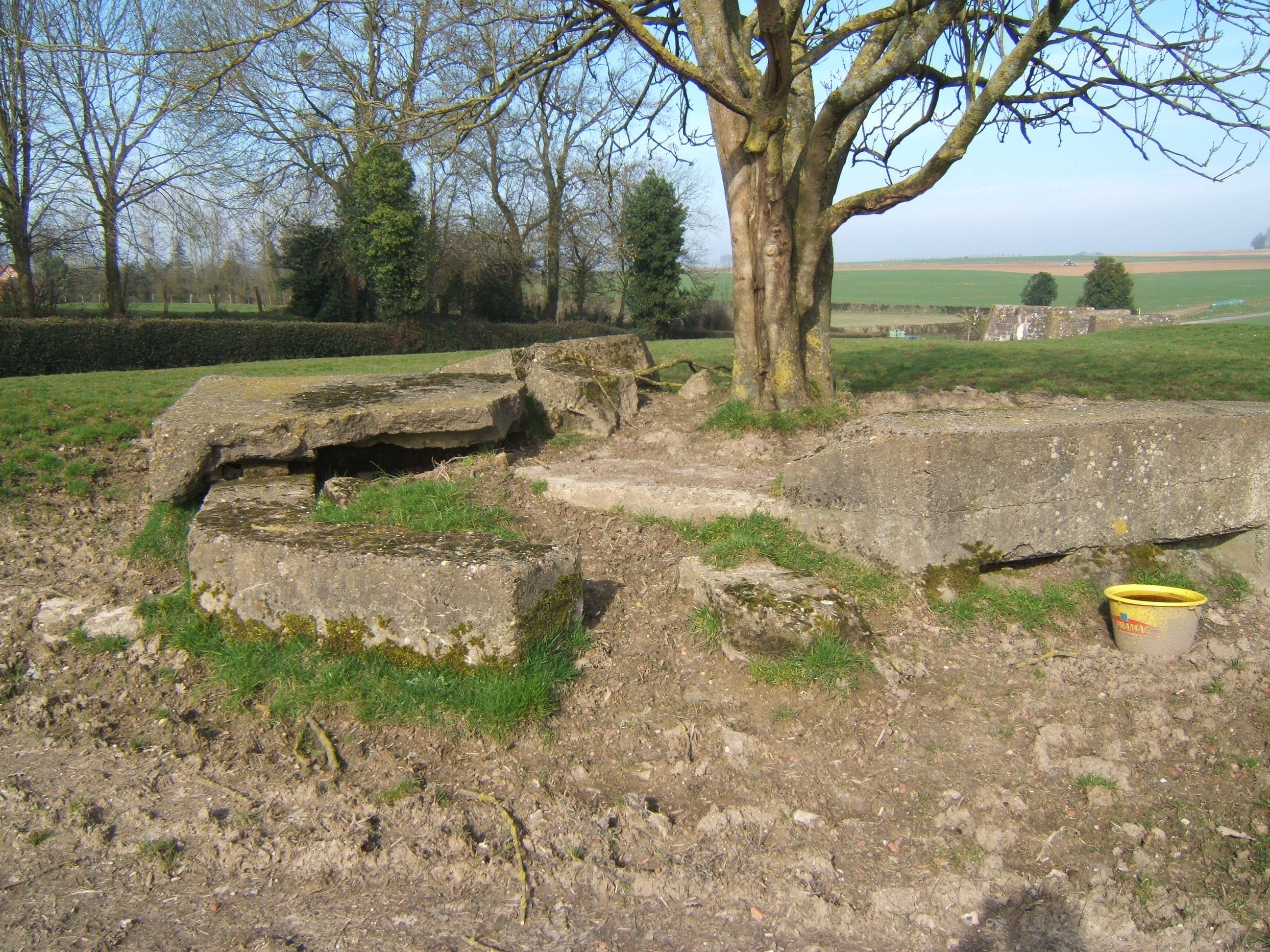
Vestiges du bunker de tir de V1.

### Seigneurs de Fresnoy
- Le 12 décembre 1634, sont données à Madrid des lettres de chevalerie pour Thomas de Croix, écuyer, seigneur de la Fresnoy, en raison de l'ancienne noblesse de la famille, des services rendus par ses prédécesseurs et de ses services pendant les guerres. Son père a été honoré du titre de chevalier par feu l'archiduc Albert[23].

- En octobre 1705, des lettres données à Fontainebleau permettent à François de Salperwick de relever le titre de marquis de Grigny. François de Salperwick marié à Marie Charlotte de Harchies, est seigneur du Fresnoy, Crehem, Hestruval, Plumoison, Quiesy, Ristade, Marconnelle, Héricourt et Leuzeux, mousquetaire de la seconde compagnie de la garde du roi, commandée par le sieur de Jouvelle, a assisté aux prises de Valenciennes, Cambrai, Saint-Omer, à la bataille de Cassel. Il est fils de feu Louis de Salperwick et d'Antoinette Philippe de Bassecourt et neveu de Jean Baptiste de Bassecourt, marquis de Grigny. Il peut relever ce titre de marquis en y ajoutant et y incorporant les terres de Fresnoy, Quisy et Marconnelle qui relèvent aussi du château d'Hesdin, pour en jouir après le décès de sa mère qui suivant les intentions de son frère, lui avait fait don de la terre de Grigny par acte du 17 janvier 1703[24].

La commune accueille une base de lancement de V1 durant la Seconde Guerre mondiale.

## Politique et administration

### Découpage territorial
La commune se trouve, depuis 1926, dans l'arrondissement d'Arras du département du Pas-de-Calais, auparavant, depuis 1801, elle se trouvait dans l'arrondissement de Saint-Pol.

#### Commune et intercommunalités
La commune est membre de la communauté de communes des 7 Vallées.

#### Circonscriptions administratives
La commune est rattachée au canton d'Auxi-le-Château. Avant le redécoupage cantonal de 2014, elle était, depuis 1816, rattachée au canton du Parcq.

#### Circonscriptions électorales
Pour l'élection des députés, la commune fait partie de la quatrième circonscription du Pas-de-Calais.

### Élections municipales et communautaires

#### Liste des maires
| Période                                  | Période                   | Identité          | Étiquette | Qualité                                                                     |
| ---------------------------------------- | ------------------------- | ----------------- | --------- | --------------------------------------------------------------------------- |
| Les données manquantes sont à compléter. |                           |                   |           |                                                                             |
| mars 2001                                | En cours (au 7 mars 2022) | Philippe Décobert | SE        | Agriculteur Réélu pour le mandat 2014-2020, Réélu pour le mandat 2020-2026, |

## Équipements et services publics

### Justice, sécurité, secours et défense
La commune dépend du tribunal judiciaire d'Arras, du conseil de prud'hommes d'Arras, de la cour d'appel de Douai, du tribunal de commerce d'Arras, du tribunal administratif de Lille, de la cour administrative d'appel de Douai, du pôle nationalité du tribunal judiciaire d’Arras et du tribunal pour enfants d'Arras.

## Population et société

### Démographie
Les habitants de la commune sont appelés les Fresnoisiens.

#### Évolution démographique
L'évolution du nombre d'habitants est connue à travers les recensements de la population effectués dans la commune depuis 1793. Pour les communes de moins de 10 000 habitants, une enquête de recensement portant sur toute la population est réalisée tous les cinq ans, les populations de référence des années intermédiaires étant quant à elles estimées par interpolation ou extrapolation. Pour la commune, le premier recensement exhaustif entrant dans le cadre du nouveau dispositif a été réalisé en 2007.

En 2022, la commune comptait 65 habitants, en évolution de −1,52 % par rapport à 2016 (Pas-de-Calais : −0,72 %, France hors Mayotte : +2,11 %).
| 1793 | 1800 | 1806 | 1821 | 1831 | 1836 | 1841 | 1846 | 1851 |
| ---- | ---- | ---- | ---- | ---- | ---- | ---- | ---- | ---- |
| 121  | 100  | 100  | 127  | 136  | 142  | 145  | 136  | 139  |

| 1856 | 1861 | 1866 | 1872 | 1876 | 1881 | 1886 | 1891 | 1896 |
| ---- | ---- | ---- | ---- | ---- | ---- | ---- | ---- | ---- |
| 142  | 122  | 116  | 130  | 114  | 117  | 118  | 97   | 92   |

| 1901 | 1906 | 1911 | 1921 | 1926 | 1931 | 1936 | 1946 | 1954 |
| ---- | ---- | ---- | ---- | ---- | ---- | ---- | ---- | ---- |
| 97   | 105  | 104  | 93   | 89   | 76   | 84   | 79   | 72   |

| 1962 | 1968 | 1975 | 1982 | 1990 | 1999 | 2006 | 2007 | 2012 |
| ---- | ---- | ---- | ---- | ---- | ---- | ---- | ---- | ---- |
| 91   | 91   | 85   | 71   | 58   | 67   | 73   | 74   | 66   |

| 2017 | 2022 | - | - | - | - | - | - | - |
| ---- | ---- | - | - | - | - | - | - | - |
| 69   | 65   | - | - | - | - | - | - | - |

#### Pyramide des âges
En 2018, le taux de personnes d'un âge inférieur à 30 ans s'élève à 30,4 %, soit en dessous de la moyenne départementale (36,7 %). À l'inverse, le taux de personnes d'âge supérieur à 60 ans est de 34,8 % la même année, alors qu'il est de 24,9 % au niveau départemental.
En 2018, la commune comptait 31 hommes pour 38 femmes, soit un taux de 55,07 % de femmes, largement supérieur au taux départemental (51,50 %).
Les pyramides des âges de la commune et du département s'établissent comme suit.
| Hommes | Classe d’âge | Femmes |
| ------ | ------------ | ------ |
| 0,0    | 90 ou +      | 2,6    |
| 19,4   | 75-89 ans    | 18,4   |
| 19,4   | 60-74 ans    | 10,5   |
| 29,0   | 45-59 ans    | 28,9   |
| 6,5    | 30-44 ans    | 5,3    |
| 25,8   | 15-29 ans    | 21,1   |
| 0,0    | 0-14 ans     | 13,2   |

| Hommes | Classe d’âge | Femmes |
| ------ | ------------ | ------ |
| 0,5    | 90 ou +      | 1,6    |
| 5,6    | 75-89 ans    | 8,9    |
| 16,7   | 60-74 ans    | 18,1   |
| 20,2   | 45-59 ans    | 19,2   |
| 18,9   | 30-44 ans    | 18,1   |
| 18,2   | 15-29 ans    | 16,2   |
| 19,9   | 0-14 ans     | 17,9   |

## Culture locale et patrimoine

### Lieux et monuments
- L'église Saint-Sulpice : chœur XVIe siècle, en craie, et nef XIXe siècle, en brique[37]. Modeste clocher où la cloche est apparente et le portail où est sculpté l'arbre du fruit défendu, dont on parle au tout début de la Genèse. Cette église héberge quatre éléments patrimoniaux, répertoriés dans la base Palissy, classés ou inscrits au titre d'objet des monuments historiques dont un est classé[38].
- La plaque d'église faisant office de monument aux morts[39].

### Personnalités liées à la commune
- Félix Crépin (1842-1918), magistrat de profession, homme politique, sénateur de La Réunion.

### Héraldique
| Blason de Fresnoy | Blason  | D'azur à la bande d'argent chargée de trois rais d'escarboucles pommetés de gueules. |
| Blason de Fresnoy | Détails | Le statut officiel du blason reste à déterminer.                                     |

## Pour approfondir